# Carex walkeri
Carex walkeri är en halvgräsart som beskrevs av George Arnott Walker Arnott och Francis M.B. Boott. Carex walkeri ingår i släktet starrar, och familjen halvgräs. Inga underarter finns listade i Catalogue of Life.